# بيير إيبرت
بيير إيبرت (بالفرنسية: Pierre Hébert)‏ هو نحات فرنسي، ولد في 1804 في Villabé ‏ في فرنسا، وتوفي في 1869 في باريس في فرنسا.